# Grzyb (Mirów)

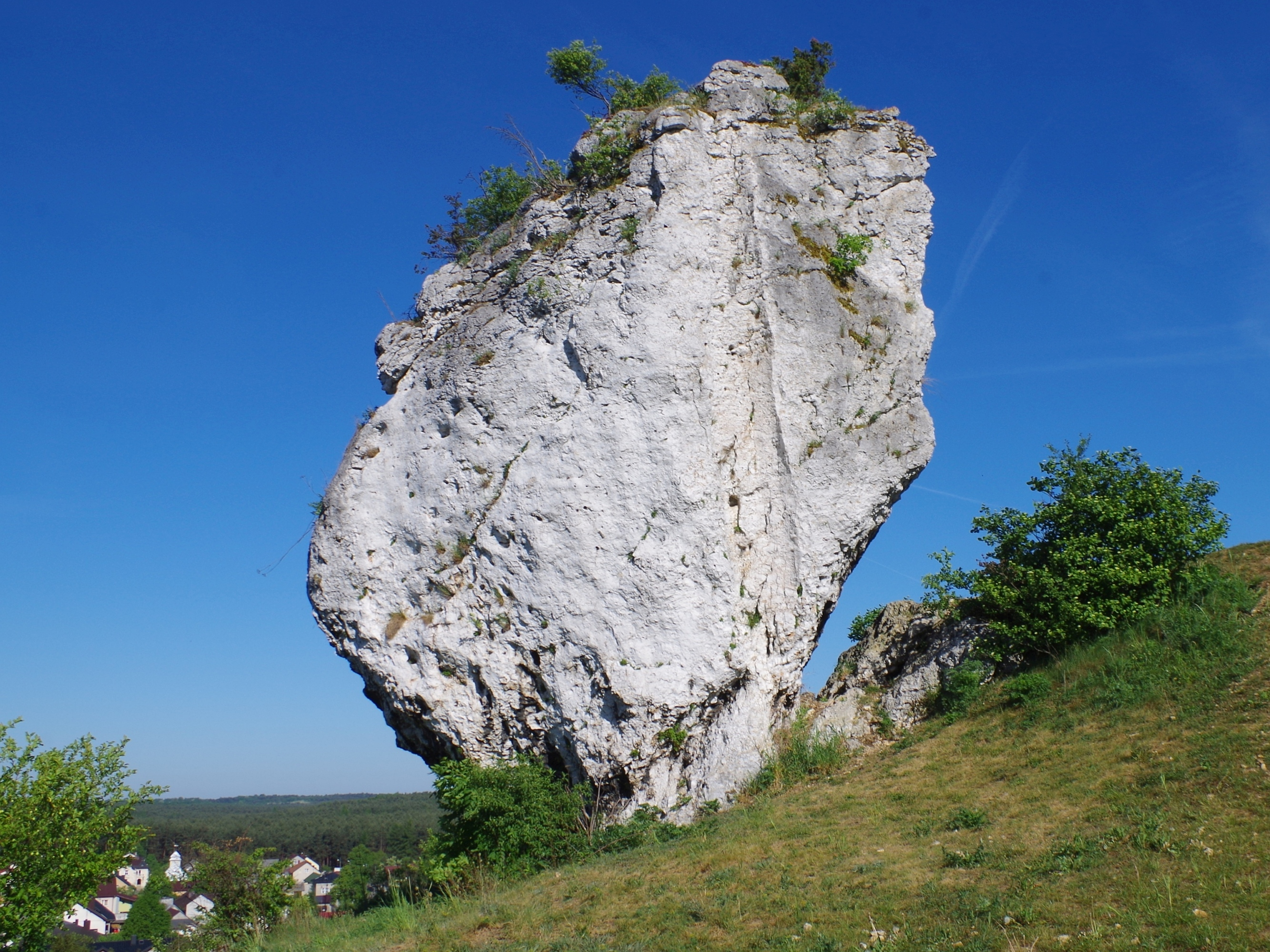
Grzyb od wschodu

Grzyb – skała na Wyżynie Częstochowskiej w miejscowości Mirów, w gminie Niegowa, w powiecie myszkowskim, województwie śląskim. Znajduje się w odkrytym terenie po południowej stronie Zamku w Mirowie i jest jedną z Mirowskich Skał. 
Zbudowana z wapieni skała jest klasycznym grzybem skalnym i obiektem wspinaczki. Gwałtowny rozwój wspinaczki skalnej w obrębie Mirowskich Skał nastąpił w latach 90. XX wieku. 

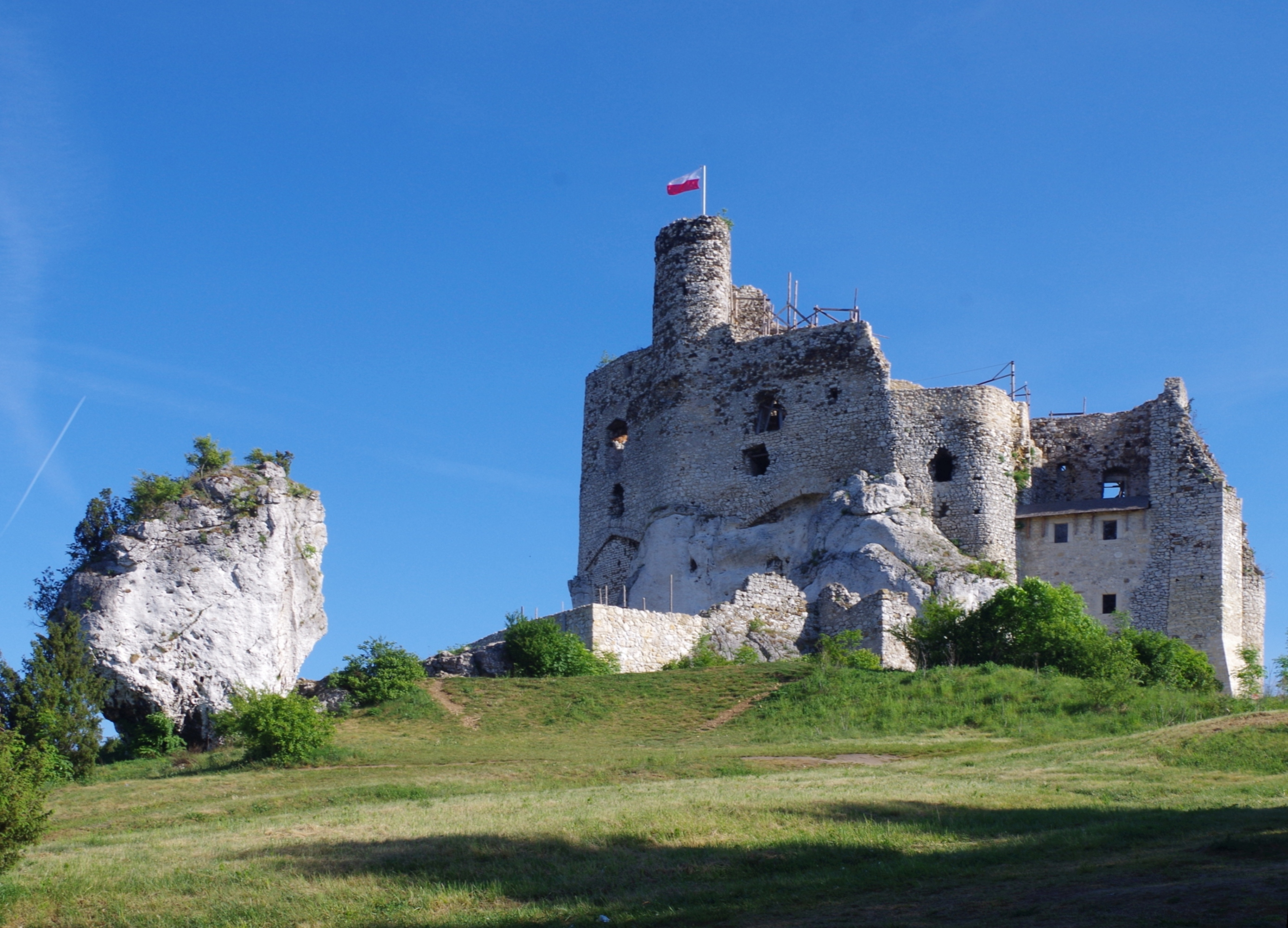
Grzyb i ruiny Zamku w Mirowie

## Drogi wspinaczkowe
Na Grzybie jest 5 dróg wspinaczkowych o trudności od V do VI+ w skali Kurtyki. Wspinaczka tradycyjna, na skale brak punktów asekuracyjnych.
1. Tablica; VI+2.
2. Coca Cola; V+3.
3. Droga Badeja; VI+4.
4. Badura-Kiełkowski; V5.
5. Droga Baranka; VI+[2].